# 家畜人工授精師
家畜人工授精師（かちくじんこうじゅせいし、英: Domestic Animal Inseminator）は、家畜人工授精師講習会を受講し修了試験に合格した者を指す、日本の国家資格である。

## 概要
家畜人工授精師は、家畜の人工授精を円滑に行うために必要な免許である。獣医師は無条件で同じ業務をすることができる。

## 講習
各都道府県によって違う。家畜の種類別に行う家畜人工授精に関する講習会、家畜人工授精及び家畜体内受精卵移植に関する講習会又は家畜人工授精並びに家畜体内受精卵移植及び家畜体外受精卵移植に関する講習会を修了し修了試験に合格。

## 受講資格
資格取得後、家畜人工授精の業務に従事する見込みのある者、県内在住者等。

## 種畜等
牛、豚、馬、ヤギ